# Rimorchiate SFV gruppo 31-42
Le rimorchiate gruppo 31-42 della SFV di Roma sono state un gruppo di dodici rotabili a carrelli costruiti per la ferrovia Roma-Fiuggi-Alatri-Frosinone.

## Storia
Nel 1918, con l'attivazione dell'intera linea da Roma a Frosinone, la società concessionaria si trova in una situazione economica tutt'altro che florida. I primi due anni di esercizio fino a Genazzano (dal 1916)) e a Fiuggi (dal 1917) non hanno dato buoni risultati e con l'apertura dell'ultimo tronco si teme un peggioramento della situazione a causa di un forte debito contratto con la banca Commerciale Italiana per il maggior costo di costruzione della linea, preventivato a 18.000.000 di lire e salito fin quasi a 30. Mentre il Ministero dei lavori pubblici accorda un aumento dei contributi l'andamento economico sociale peggiora essenzialmente a causa degli interessi sui debiti, puntualmente onorati, e dalla totale passività del tronco ferroviario da Fiuggi a Frosinone. Non essendo la situazione ancora disastrosa la società concessionaria negozia un atto addizionale alla concessione originaria (Regio decreto 12/12/1909, n. 910) che consente alla società di acquistare nuovo materiale rotabile per il miglioramento del servizio tra Roma e Fiuggi (lungo il quale si istituisce il treno diretto estivo che ferma solo a San Cesareo e Genazzano), un minimo servizio essenziale da Roma verso Alatri e Frosinone (tratta dove si preferisce esercitare corse locali) e un primo potenziamento del servizio urbano di Roma. Prima che la situazione economica precipiti, costringendo il ministero ad istituire la gestione commissariale governativa delle Ferrovie Vicinali,  la società mette in servizio sei elettromotrici e dodici rimorchiate. Il rimanente materiale (tre locomotori, dieci motrici e 24 rimorchiate) sono invece acquistate nel periodo commissariale.

## Meccanica

Interni di III classe

La vettura 35 ricostruita negli anni '50

Le dodici rimorchiate entrano in servizio nel 1921. Le casse sono caratterizzate da un doppio accesso di estremità e un accesso centrale, tutti dotati di porta a battente: il vestibolo centrale divide le carrozze in due compartimenti da 18 posti ciascuno, entrambi di terza classe nelle vetture con numero pari, di prima e terza in quelle con numero dispari. La ritirata è posizionata a lato del vestibolo centrale. Le vetture poggiano su carrelli del tipo Diamond, normalmente in uso su carri merci e che forniscono una qualità di marcia non ottimale.

## Servizio
L'acquisto delle rimorchiate Tabanelli si rende necessario per la non buona prova fornita dalle rimorchiate Breda a due assi, che già nel 1919 ha costretto la SFV ad acquistare quattro automotrici a vapore di costruzione Ganz provenienti dalla Ferrovia Porto San Giorgio-Amandola. Ben più capienti e confortevoli sono utilizzate normalmente in composizione ai locomotori di prima fornitura e alle motrici 430 e relegano le Breda nella coda dei trani fino almeno al 1926, quando a queste ultime viene completata l'installazione dei carrelli. Le vetture di prima e terza classe, inoltre, sono adibite fin dall'inizio al treno diretto Roma-Fiuggi, che effettua le sole fermate di San Cesareo, Zagarolo e Genazzano. A partire dal 1926, come per le rimorchiate Breda, si ha la trasformazione dell'impianto di illuminazione da 800V a 1600V e l'installazione del riscaldamento elettrico attraverso le torrette con prese a verga alle estremità. 
Le casse delle rimorchiate risultano sottoposte a modifiche sostanziali due volte:
- è soppresso l'accesso centrale, risultando così una vettura con cassa a 14 moduli e accessi di estremità;
- le casse sono completamente ricostruite con struttura e finestrini simili a quelli dei gruppi 011 e 021 dopo trasformazione a carrelli, con porte di estremità scorrevoli; non tutte le vetture hanno subito questa modifica e alcune, come la 33, sono giunte alla demolizione in aspetto originario.

Una vettura, inoltre, è stata trasformata in sola I classe per i treni rapidi Roma-Fiuggi e rinumerata 30. Nel 1953 risultano in esercizio 11 rimorchiate, mentre nel 1963 ne restano 8, delle quali 5 fuori uso (35, 37, 40-42) e tre utilizzabili.